# Mąkołowiec
Mąkołowiec (śl. Monkolec) – dzielnica Tychów położona w północno-zachodniej części miasta.
Dzielnica ograniczona jest ulicą Mikołowską od południa, torami kolejowymi od zachodu, lasem od północy, a od wschodu zabudowaniami przy ul. Dołowej. Część dzielnicy w rejonie ul. Dołowej i Ziębiej nazywana jest Koźliną. 
Za centrum dzielnicy można uznać skrzyżowanie ulic Mąkołowskiej oraz Objazdowej (tablica ogłoszeń, sklep spożywczy, restauracja, przystanek autobusowy). Na terenie dzielnicy znajduje się kilka sklepów spożywczych, lokali gastronomicznych, stacja benzynowa oraz McDonald’s.
Tereny położone na północy Mąkołowca porasta grąd wyżynny, wchodzący w skład dużego obszaru leśnego ciągnącego się aż po Murcki, Giszowiec i Nikiszowiec.
Pola uprawne położone na terenie dzielnicy przecina potok Mąkołowiec.

## Historia
Do końca XVI w. Tychy zajmowały niewielką, zwartą przestrzeń, zabudowaną skupiskiem gospodarstw o dawno wyznaczonych granicach. W ciągu XVII i XVIII w. pojawiła się nowa grupa ludności – tzw. chałupnicy, w większości wywodzący się z synów okolicznej ludności, którzy nie znajdowali zatrudnienia w gospodarstwach rodzicielskich, więc pracowali najczęściej w pańskich folwarkach. Umieszczano ich w nowo zbudowanych domostwach, które powstawały na niezagospodarowanych wcześniej terenach, położonych poza dawno wyznaczonymi obszarami gospodarstw tyskich, a należących bezpośrednio do księcia pszczyńskiego lub okolicznych gospodarzy. Skupiska takich domostw zaczęły tworzyć wokół Tychów liczne przysiółki (oprócz Mąkołowca np. Glinka, Wartogłowiec i Czułów).
Niwa przyleśna, położona nad potokiem Jeżówka należała do zasiedziałej w Tychach przynajmniej od połowy XVI w. rodziny Mąkolów, od której wywodzi się nazwa przysiółka. Po raz pierwszy skupisko domostw pojawia się pod tą nazwą w 1710 r., w metrykach tyskich z 1732 r. podana jest nazwa Monkolec. W latach 1713–1800 na przysiółek składało się 8 chałup, później nastąpił gwałtowny rozwój przysiółka, tak że w 1871 r. Mąkołowiec zamieszkiwały już 234 osoby w 21 domach, a w 1938 r. liczba mieszkańców wzrosła do 447.

## Komunikacja
Komunikację Mąkołowca z innymi dzielnicami Tychów zapewniają autobus 273 oraz 272, obsługiwane przez ZTM.
Główną ulicą, przecinającą dzielnicę w kierunku z południowego wschodu ku północnemu zachodowi, jest ulica Mąkołowska. Nazwy większości ulic w dzielnicy utworzone zostały od nazw gatunków ptaków (ulice: Albatrosów, Bażancia, Bociania, Czyżyków, Derkaczy, Drozdów, Gilów, Jaskółcza, Jastrzębia,  Kolibrów, Kormoranów, Kosów, Krucza, Łabędzia, Orla, Pawia, Przepiórek, Sikorek, Skowronków, Sowia, Strusia, Szczygla, Szpakowa, Wronia, Ziębia).
Na południu dzielnicy biegnie ulica Mikołowska (droga krajowa nr 44).

## Inwestycje
Znaczny obszar Mąkołowca wciąż zajmują pola uprawne, są one jednak sukcesywnie przekształcane na działki budowlane, na których w zdecydowanej większości przypadków powstają domy jednorodzinne wolno stojące lub w zabudowie szeregowej.
W latach 2007–2010 trwały prace nad modernizacją oraz rozbudową sieci kanalizacyjnej, współfinansowane z funduszy Unii Europejskiej. Po zakończeniu modernizacji sieci kanalizacyjnej przeprowadzono remont wielu dróg asfaltowych w dzielnicy oraz położono asfalt, na wielu do tej pory niewyasfaltowanych.

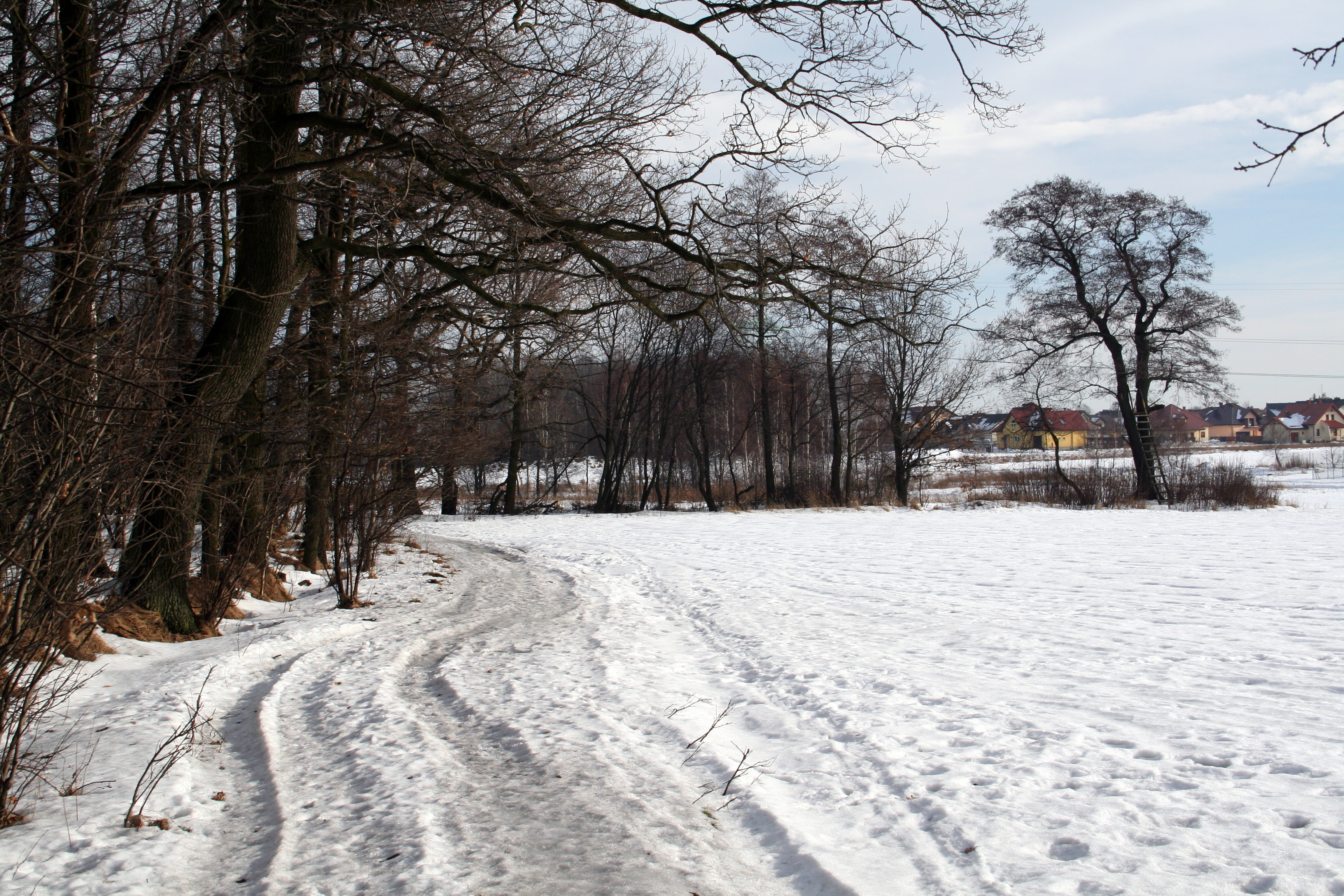
Las w Mąkołowcu
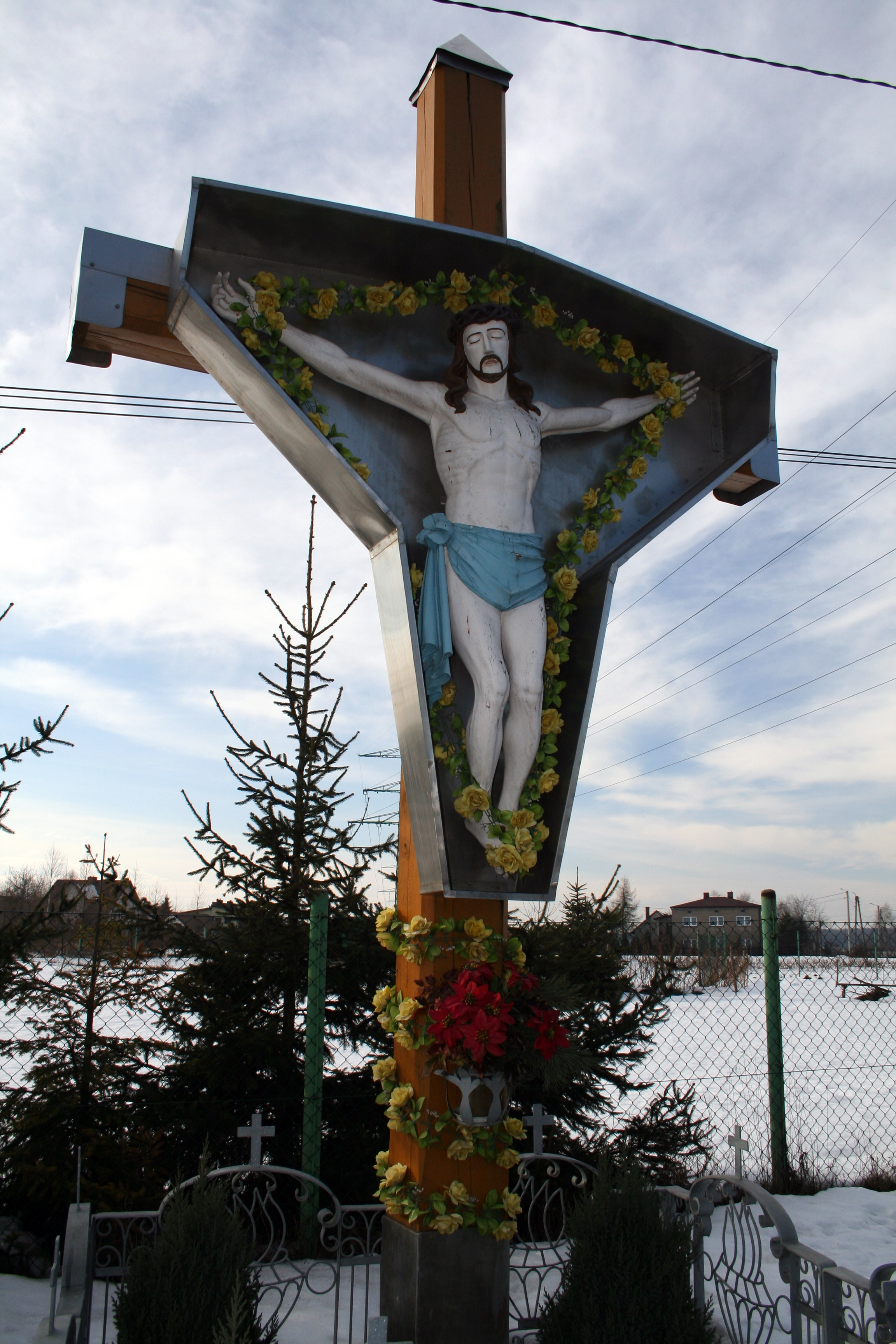
Krzyż przy ul. Mąkołowskiej
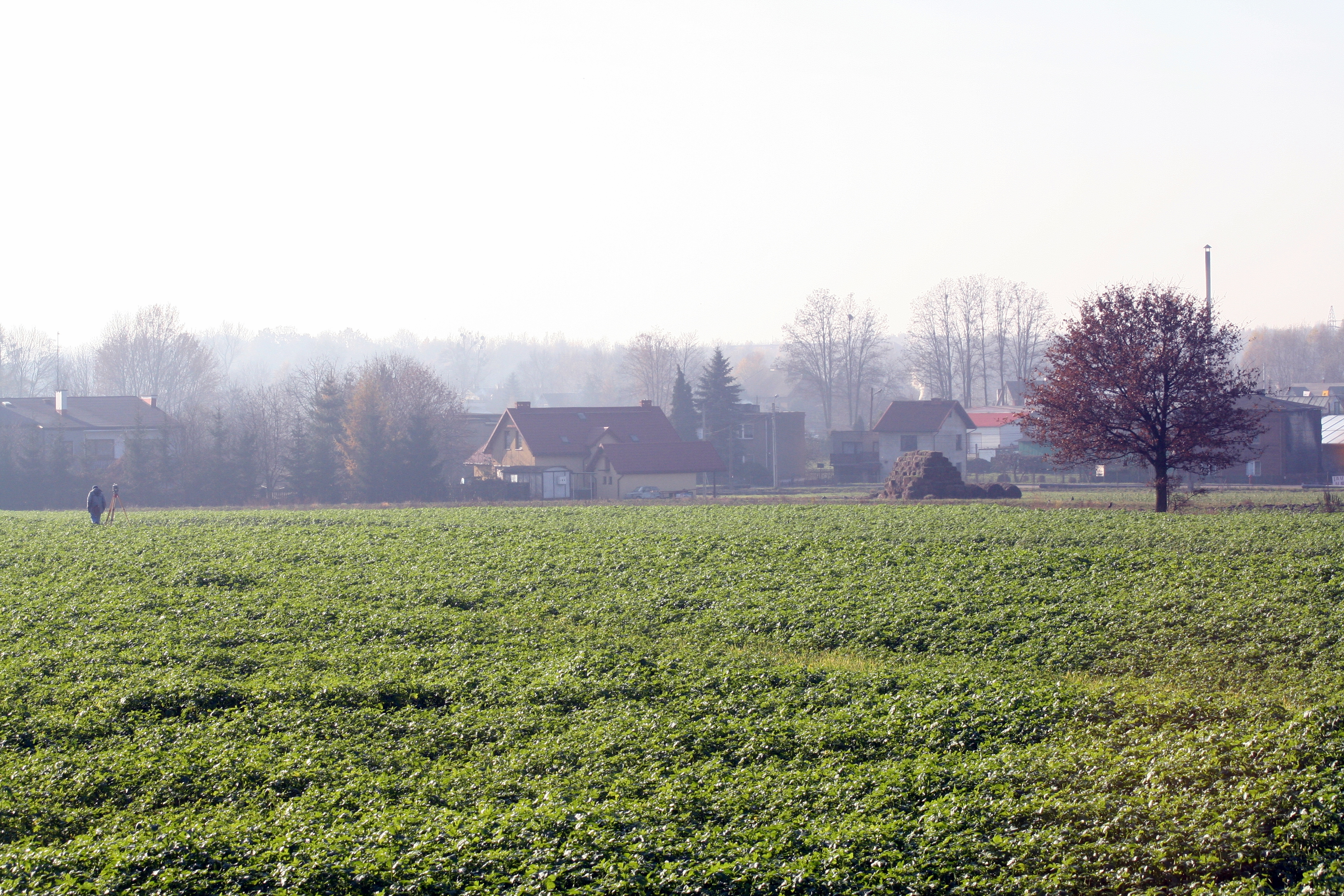
Pole uprawne w Mąkołowcu
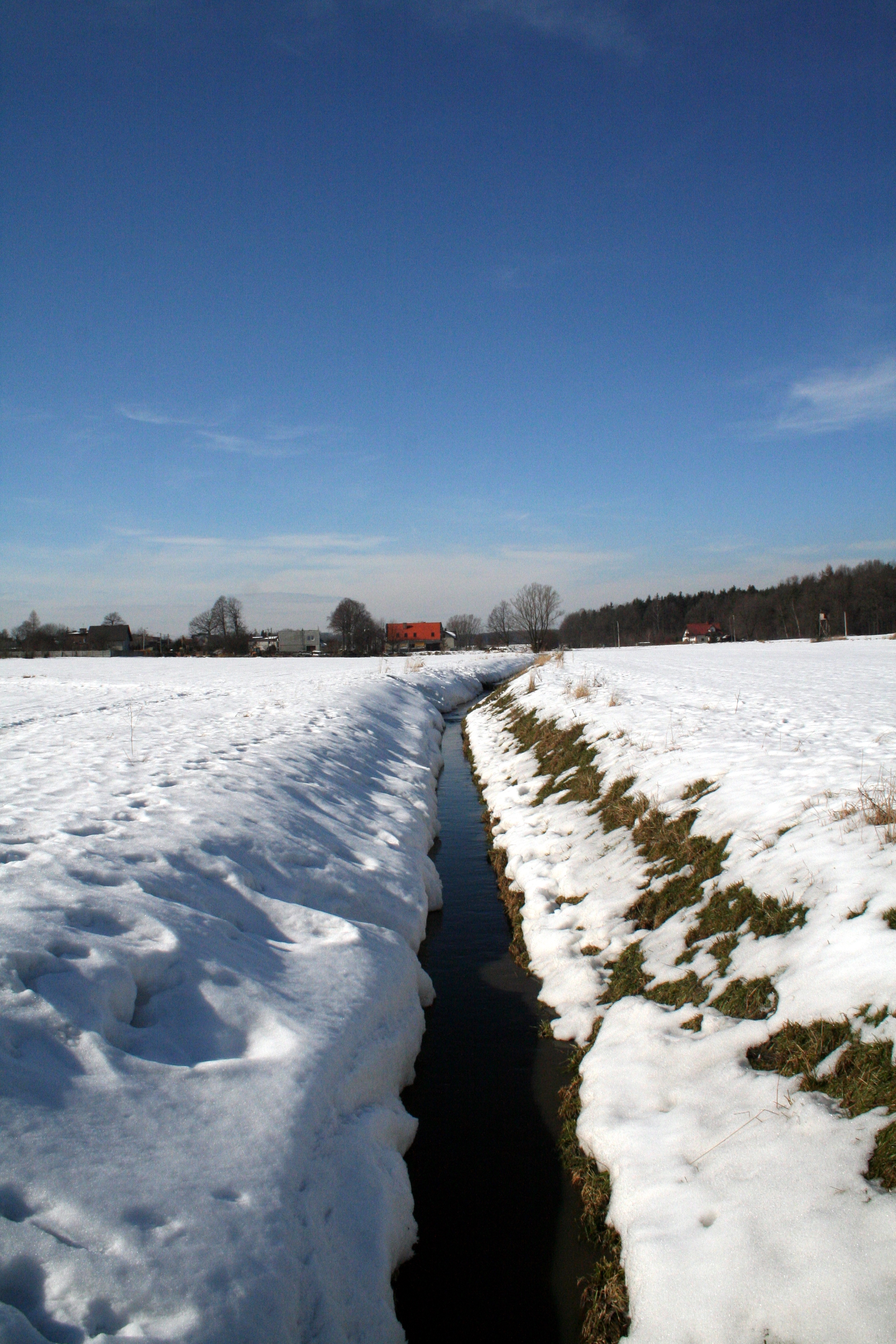
Potok Mąkołowiec